# Anna Antkiewicz
Anna Antkiewicz (ur. 27 lipca 1953 w Nowym Sączu, zm. 28 stycznia 2004 w Tatrach) – polska geolog, taterniczka i grotołaz.

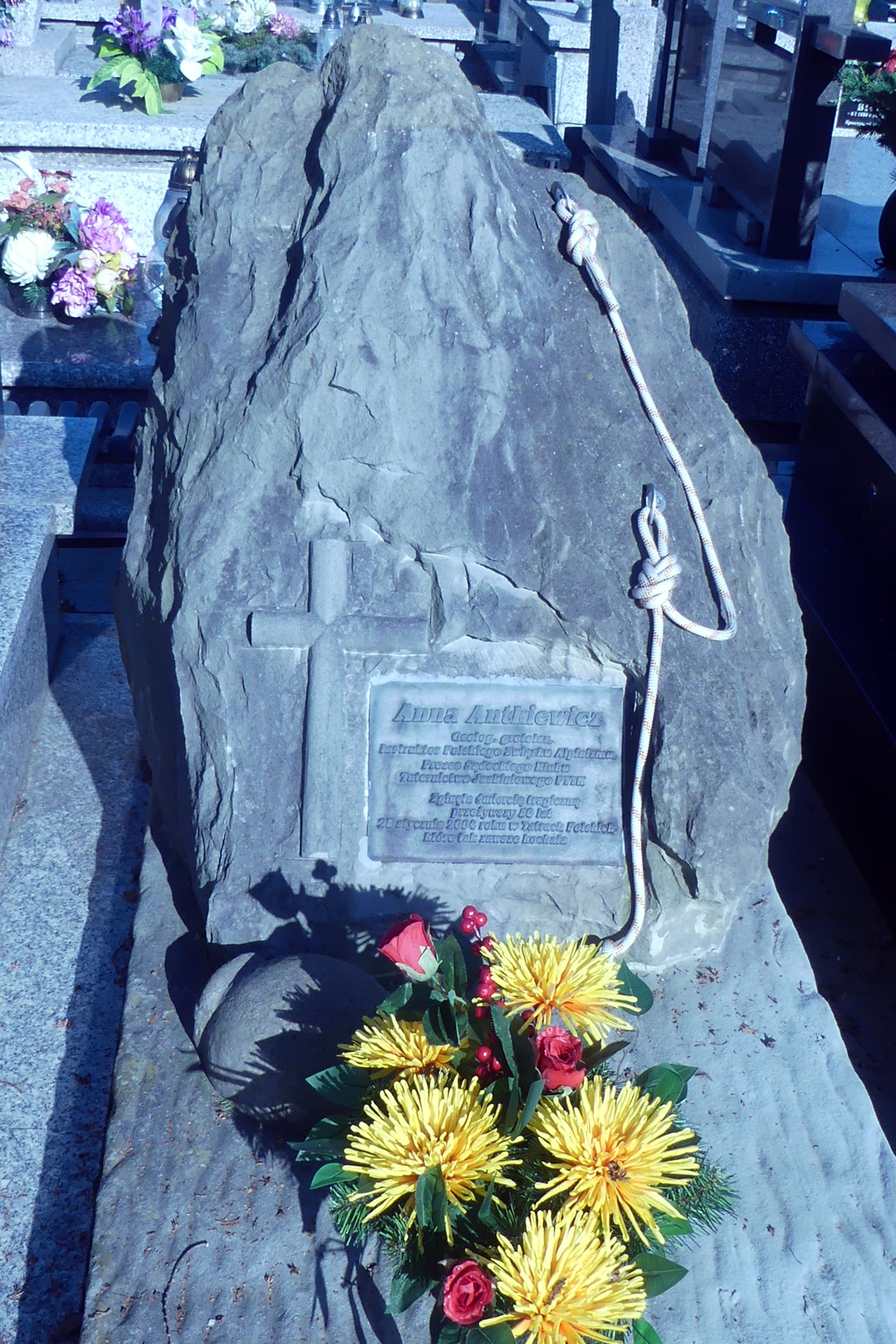
Grób Anny Antkiewicz na cmentarzu w Nowym Sączu

## Życiorys

### Wykształcenie i praca zawodowa
Anna Antkiewicz ukończyła II Liceum Ogólnokształcące w Nowym Sączu. Studiowała geologię na Uniwersytecie Warszawskim, ukończyła studia geologiczne (ze specjalnością geologia morza) na Uniwersytecie Gdańskim.
Nigdy nie pracowała w wyuczonym zawodzie, wiedzę z zakresu geologii wykorzystywała podczas niespełna 25-letniego okresu badań jaskiń tatrzańskich i alpejskich oraz działalności szkoleniowej taterników jaskiniowych jako instruktor Polskiego Związku Alpinizmu.
W okresie studiów 1973–1979 mieszkała na terenie Warszawy i Gdańska. W latach 1980–1983 mieszkała przemiennie na terenie Zabrza i Gliwic i ostatecznie powróciła wraz z mężem i córką do Nowego Sącza. Była zamężna w latach 1982–1994 i w tym okresie nosiła nazwisko Antkiewicz-Hancbach.
W ramach działalności gospodarczej klubów jaskiniowych w latach 1980–1981 wykonywała prace remontowe metodami alpinistycznymi. W podobnym okresie uczestniczyła w tworzeniu pierwszej polskiej profesjonalnej firmy Alpiniste Complet zajmującej się produkcją odzieży i sprzętu alpinistycznego w Gliwicach.
W roku 1991 uczestniczyła w szkoleniu pierwszej 10-osobowej Specjalistycznej Grupy Ratownictwa Wysokościowego KM Państwowej Straży Pożarnej w Nowym Sączu. W roku 1993 została wpisana do rejestru Krajowych Specjalistów ds. Ratownictwa Komendy Głównej Państwowej Straży Pożarnej o specjalności ratownictwo speleologiczne. Od 1993 roku cykliczne organizowała i przeprowadzała z ramienia Sądeckiego Klubu Taternictwa Jaskiniowego PTTK, wspólne z Grupą Krynicką GOPR ćwiczenia i manewry ratownictwa taternickiego i wysokościowego.
W latach 1997–2004 prowadziła prywatną firmę „Karramba” o specjalności krawiectwo-kaletnictwo, od roku 2001 o rozszerzonym profilu prowadzenia prac na wysokości, szkoleń alpinistycznych, w tym PZA oraz organizacji zajęć integracyjnych.
Zginęła w lawinie śnieżnej podczas podejścia do Jaskini Małej w Mułowej w Tatrach Zachodnich, wraz z trojgiem innych grotołazów (Magdaleną Jarosz, Piotrem Trzeszczoniem i Danielem Rusnarczykiem).

### Działalność opozycyjna w PRL
Działała w strukturach Miejskiego Komitetu Oporu NSZZ „Solidarność” w Zabrzu, którego członkami byli pracownicy Huty Zabrze i grupa śląskich alpinistów. W okresie od 18 stycznia do 11 sierpnia 1982 roku spół drukowała podziemne czasopismo „Bibuła” numery 3–40.

## Alpinizm jaskiniowy i speleologia
W latach 1978–2004 uprawiała alpinizm jaskiniowy, w tym odkrywczy, głównie w Tatrach. Należała do klubów jaskiniowych:
- Sekcja Taternictwa Jaskiniowego Klubu Wysokogórskiego, Warszawa 1978–1980,
- Akademicki Klub Speleologii i Alpinizmu przy ŚLAM w Zabrzu, 21.11.1980 – 12.1983, członek zarządu,
- Katowicki Klub Speleologiczny, 15.01.1984 – 17.12.1988,
- Sądecki Klub Taternictwa Jaskiniowego przy PTTK w Nowym Sączu, Sekcja KKS 20.02.1984 – 17.12.1988, prezes sekcji,
- Sądecki Klub Taternictwa Jaskiniowego przy PTTK w Nowym Sączu od 20.02.1984, prezes.

Uprawnienia instruktorskie taternictwa jaskiniowego 1. stopnia uzyskała w 1981 roku, 2. stopień w 1986 roku oraz instruktora wspinaczki skalnej po 2000 roku.
Na skałkach w Rożnowie (Pogórze Rożnowskie) stawiała pierwsze kroki we wpinaniu skałkowym. W roku 1977 odbyła kurs taternictwa w Centralnym Ośrodku Szkolenia PZA „Betlejemka”, który z powodu złej pogody został przeniesiony na rok 1978, wtedy go ukończyła. W międzyczasie ukończyła kurs jaskiniowy w Sekcji Taternictwa Jaskiniowego warszawskiego Klubu Wysokogórskiego. Po niezbyt udanym pierwszym klubowym tatrzańskim obozie jaskiniowym, latem 1978 roku uczestniczyła w Ogólnopolskim Obozie Jaskiniowym poświęconym oczyszczaniu Systemu Jaskini Wielkiej Śnieżnej. Podczas dwumiesięcznego obozu również w ramach akcji oczyszczających wielokrotnie pokonała różne warianty systemu: Śnieżna −320 m (wiele razy), Śnieżna −520 m, Wielka Śnieżna mały trawers (−450 +320 m), duży trawers (−758 +640 m). W okresie jesień-zima i podczas przygotowań do pierwszej wyprawy alpejskiej do Włoch, dokonała kolejnych ciekawych przejść jak: zimowy trawers Systemu Ptasia Studnia-Lodowa Litworowa od dołu (z Wielkiej Świstówki), Wielka Śnieżna mały trawers, Wielką Śnieżną do Syfonu Dominiki −758 m. W lutym 1979 roku zorganizowała i kierowała pierwszym kobiecym zimowym przejściem Jaskini Wielkiej Litworowej do nowego dna −234 m, przez Studnię Bociana. Działalność eksploracyjną i dokumentacyjną rozpoczęła w jaskini Bańdzioch Kominiarski zimą 1980 roku.
Uczestniczyła w alpejskich wyprawach sportowych i eksploracyjnych w Alpy Julijskie, Salzburskie, Apuańskie, Picos de Europa, Kaukaz i Pindos, najlepszy wynik odkrywczy osiągnęła w masywie Hoher Göll w Alpach Berchtesgadeńskich w Koboldschacht o głębokości 677 m. Swój największy i zarazem ogromny dorobek posiadała w odkryciach tatrzańskich: Jaskini za Siedmiu Progami (System Wysokiej), Systemie Ptasia Studnia oraz wyeksplorowanej prawie od otworu Jaskini Małej w Mułowej. Była kierownikiem eksploracji (imienne zezwolenia TPN) niemalże 100% akcji oraz biwaków i była motorem napędowym wszystkich działań organizacyjnych odkrywczych i dokumentacyjnych.
Była autorką licznych opracowań dokumentacyjnych opisowych i kartograficznych publikowanych w inwentarzu „Jaskinie Polski” Polskiego Towarzystwa Przyjaciół Nauk o Ziemi. Publikowała swoje artykuły, w tym relacje z wypraw, głównie w biuletynach klubowych i czasopismach PZA „Jaskinie” i „Taternik”. Swoimi odkryciami przywróciła wiarę środowiska w możliwość dużych odkryć jaskiniowych w Tatrach. W 2003 roku była członkiem zespołu, który otrzymał nagrodę „Kolosy” za „eksplorację Jaskini Małej w Mułowej i odkrycie największej sali jaskiniowej w Tatrach”.
Była współzałożycielką i twórczynią Sądeckiego Klubu Taternictwa Jaskiniowego PTTK w Nowym Sączu początkowo działającego jako sekcja Katowickiego Klubu Speleologicznego. Klub już po 5 latach budowy wstąpił w struktury Polskiego Związku Alpinistycznego jako samodzielny klub. Była prezesem SKTJ od jego założenia w lutym 1984 roku aż do śmierci pod koniec stycznia 2004 roku.

### Ważniejsze przejścia sportowe
- Wielka Śnieżna – duży trawers −758 +640 m do Syfonu Dominiki (STJ KW 1978)
- Lodowa Litworowa – Ptasia Studnia, trawers z zejściem do dna −255 m, zimą od dołu przez Próg Litworowy (STJ KW 02.1979)[19]
- Wielka Śnieżna – do Syfonu Dominiki −758 m (STJ KW 1979)
- Antro del Corchia(inne języki) (Włochy) – 1. integralne przejście +79 −950 +871 m, bez biwaku (STJ KW 1979)[20][21][22]
- Antro del Corchia – 1. trawers, z zejściem do dna +79 −950 +548 m, kierownik, bez biwaku (zespół czteroosobowy, w tym 3 kobiety, STJ KW 1979)[20][21][22]
- Abisso Claude Fighiera – 2. przejście do dna −830 m, z biwakiem 99 godzin (STJ KW 1979)[20][21][22]
- Bańdzioch Kominiarski – dolny otwór – Syfon KKTJ −320 m, 1 kobieta na dnie, VII dojście do syfonu, kierownik, zima (AKSiA 1980)[23][24]
- Bańdzioch Kominiarski – dolny otwór – górny otwór – Syfon KKTJ −550 m, 5. przejście całej głębokości, kierownik, zima (AKSiA 1980)[12][23]
- Abisso Michele Gortani (Włochy) −892 m, 2. polskie przejście (AKSiA 1981)[25]
- Wielka Śnieżna – do Syfonu Dominiki −758 m (SKTJ 1988)
- Bańdzioch Kominiarski – 7 den, deniwelacja 1440 m, 1. przejście, kierownik, z biwakiem, 99 godzin, zima (5 osób w tym 3 kobiety, SKTJ 1988)[26]
- Ptasia Studnia – Lodowa Litworowa – trawers z dojściem do Szczeliny Strzygi −352 m, kierownik, zima, od dołu przez Próg Litworowy (SKTJ 1989)
- Śnieżna Studnia, Syfon Drzemiący −692 m, 1. przejście bez biwaku, kierownik (SKTJ 1989)
- Śnieżna Studnia, Syfon Grupowy −660 m, kierownik (SKTJ 1990)[27].

#### Przejścia kobiece
- Wielka Litworowa – do dna przez Studnię Bociana −236 m, 1. kobiece przejście do nowego dna i zimowe, kierownik, 10 godzin (STJ KW 02.1979),
- Bańdzioch Kominiarski – górny otwór – Syfon KKTJ −550 m, 1. kobiece przejście w zespole dwuosobowym, 8. przejście całości, kierownik 18 godzin (AKSiA 09.1980)[23]
- Jaskinia Miętusia, Wielkie Kominy −213 m, 1. kobiece przejście, kierownik, 10 godzin (AKSiA 12.1980)
- Nad Kotlinami – do wodociągu −450 m, 1. kobiece przejście, kierownik, 36 godzin (AKSiA 05.1981)
- Prowatina (Grecja) −407 m, 1. kobiece przejście, kierownik, 17 godzin (SKSiA 08.1981)[25][28]
- Wielka Litworowa, do Magla −350 m, 1. kobiece przejście do nowego dna, kierownik, 10 godzin (AKSiA 09.1981).

W okresie 1979–1981 podejmowała próby stworzenia w miarę stałego zespołu kobiecego. Nie widząc w środowisku kandydatek zainteresowanych kobiecym taternictwem jaskiniowym, zraziła się i nie podejmowała dalszych prób.

### Odkrycia jaskiniowe dokonane z udziałem Anny Antkiewicz

#### 1) Jaskinia za Siedmiu Progami – Partie za Siedmiu Zaciskami
W wyniku eksploracji Jaskini Wysokiej – Za Siedmiu Progami w latach 80. XX w., cały system przekroczył 11 km długości i uzyskał deniwelację 435 m
- 1981 – Od Komina Nadziei przez Klasyczne Kaskady, Riwierę i Korytarz Wolnych Sobót do Komina na Uskoku. Studnia Straconych Złudzeń. Kaskady 80 do Sali na Tysięcznym, Usta Mariana[31]
- 1983 – Połączenie Studni Równoległej z Ciasnym Awenem. W Kruchym Kanionie Salka z Filarem i górna galeria[32]
- 1984 – Biały Meander 1. odnoga i połączenie z 2. odnogą. Komin Gradobicia +12 m, Korytarz Ogrodnicy do zamulonego syfonu[33]
- 1985 – Partie pod Stropem przez Salkę z Girlandami i Czekoladowa z dojściem do Kruchych Partii i połączenie z Wielkim Kanionem[34]
- 1986 – Eksploracja w Labiryncie Pająków. Połączenie Partii pod Stropem z Wielkim Kanionem poprzez Łącznik I[30]
- 1987 – Partie Złodziejskie ze Studnią Deszczową i Złodziejską. Partie Gospodarki Narodowej[30]
- 1988 – Połączenie Partii Trzech Muszkieterów poprzez Piekiełko z Wężykiem w partiach pod Studnią Lecha[30]
- 1989–1990 – Kopanie w syfonie Ogrodników do jego przełamania[30].

#### 2) Partie Sądeckie w Systemie Ptasia Studnia
W wyniku eksploracji Jaskini Nad Dachem z przyłączeniem do systemu oraz Ptasiej Studni przez sądeckich grotołazów w latach 1990–2000, cały system podwoił swą wielkość i osiągnął ok. 6 km długości
- 1990 – Diabelski Młyn, Komin z Wantką, obejście głównego ciągu przez Górkę Rozrządową (Jaskini Nad Dachem)[36][37]
- 1991 – Połączenie Studni z Mostkiem Piratów przez Komin Pustynna Burza z Partiami CDN. Korytarz Urojeniowy 1. część. Pokonanie Komina Pustynna Burza do Meandra Majowego. Połączenie dna Komina Ostrowskiego z partiami CDN przez Studnię Wścietoperzy. Meander Majowy, Sala Gwiazdeczki, Studnia Oddziałowa, Wielki Kłamca z trawersem do Grobli. Partie Rozrywkowe. Ciąg od Franusiowej Studni przez Studnię Romea i Julii do Baru Zacisze. Połączenie Franusiowej Studni z Kominem Pustynna Burza przez Gorący Meander. Połączenie Meandra Harlequin z Korytarzem Urojeniowym. Obejście jeziora Wielki Kłamca ze zjazdem na Groblę, połączenie drugiej części obejścia ze Studnią Romea i Julii[38]
- 1992 – Połączenie Studni Romea i Julii przez Meander Lajkonika z Barem Zacisze. Połączenie Studni Romea i Julii z Meandrem Harlequin. Meander Kapuletich, Kanał Prawy i Kanał Lewy, Eldorado, Ciąg Maniana. Pokonanie Komina Ostrowskiego[35]
- 2000 – Przedłużenie ciągu od Sali Gwiazdeczki do Sali Słoneczka wraz z meandrem w stropie. Pokonanie Komina z Polewą i Zwieracza Józefa. Odnalezienie dodatkowego połączenie z Kaprawą Salką[39].

2a. Inne mniejsze partie odkryte ze „starej” części Ptasiej Studni
- 1994 – Górne przedłużenie korytarza za Oknem Romana w Studni Taty[35]
- 1996 – Partie Zmory w górnej części Cocktail Baru prowadzące do kolejnego najniższego otworu systemu (bez ujawnienia i udrożnienia)[35]
- 1997 – Zapomniany Meander, obejście Studni Czterdziestki, pierwsze 30 m. Ciąg przez Studnię Wcześniaków od okna w Studni Palidera do Sali pod Kolosalną Wantą[40].

#### 3)Jaskinia Mała w Mułowej
Jaskinia przed rozpoczęciem eksploracji przez sądeckich grotołazów miała 9 m głębokości. W niespełna 6 miesięcy eksploracji do początku 2003 roku osiągnięto głębokość −372 m. Dalszą eksplorację rozpoczęto w połowie lipca 2003 roku i w kolejne niespełna 6 miesięcy do początku 2004 roku osiągnięto głębokość −538 m w nowym ciągu zaczynającym się na poziomie −60 m.
- 2002 – Ciąg przez Studnię Anki i Studnię Geriawitów do Sali Fakro −210 m. Dziura w Kieszeni. Ciąg przez Studnię Kopernika ze Stańkowej, Salkę Pływającego Błota, Meander Regionalny, Studnię Bryjowiaków i Strachy na Lachy i dalej przez pochylnię z ciekiem Łubinka z dojściem do ponoru Łubinki −364 m[42][43][44][45]
- 2003 – od górnej części Studni Anki (−65 m) Korytarz Pyknięty pod próg +4 m. Korytarz Pokuty od ostatniego progu do Studni Gaździnki, Salka w Stropie (okno do stropu Sali Fakro), Kozia Woda, Sala Ósemka, Studnia Czesanka pierwsze −15 m. Studnia Czesanka do dna przez salkę Zakamarek, próba przejścia zawaliska na dnie −275 m. Początek Straconego Meandra od salki Zakamarek w Studni Czesanka oraz wspinaczka +10 m do okna i krawędzi równoległej Studni Nic po Niej. Zjazd do stropu Sali Fakro z Salki w Stropie −30 m. Pogłębienie ciągu Straconego Meandra. Przejście zawaliska na dnie Studni Czesanka z dojściem do Czarnego Lądu. Wodospad Wiktorii, Źródła Nilu, Korytarz Ludożerców z suchym obejściem, Korytarz Słoni, Sala na Wielkim Luzie, Sala z Tam-tamem, Sala na Luzie, Meander Ebola, Kościeliska 3 Godziny, I i II Katarakta z dojściem do III Katarakty. III Katarakta, Syfon Sądeczoków −444 m. Pierwsza część obejścia syfonu do dna Studni z Węglarką od rozdroża Kościeliska 3 Godziny. Zjazd z Salki w Stropie (−90 m) na dno Sal Fakro[46][47][48][49]
- 2004 – Ciąg od Sali 481 przez Meander Dwudziestolecia, Salę z Progiem z Łopatą, Meander Czechu Wracajcie, Salę Jęzora z Błotem, Źródła Zambezi, Meander Poszukujących Dna, Krzyżówkę z dojściem do Starego Przodka −538 m[41][49].

#### 4)Jaskinia Lejbusiowa
Jaskinia wcześniej poznana do salki na głębokości 7 m, pogłębiona do głębokości −49 m przez sądeckich grotołazów w latach 2000–2002.

#### 5) Abisso della Malachite
Jaskinia odkryta podczas cyklu 3 wypraw eksploracyjnych AKSiA i KKS (1983–1985) w Alpy Apuańskie (Apeniny Północne) w rejonie na północ od Monte Pisanino. Była współorganizatorem i zastępcą kierownika wypraw. Jaskinia została odkryta w roku 1984 i wyeksplorowana do głębokości −268 m, po rozkuciu zawaliska „Grobowiec” pogłębiona w następnym roku do małego wodnego syfonu na głębokości −288 m. W jaskini przeprowadzono barwienie wody, które dało bardzo ciekawy wynik. Jaskinia przez wiele lat utrzymywała się na 1. miejscu jako najgłębsza w masywie Pisanino.

#### 6) Aligotte
Najgłębsza jaskinia odkryta w czasie wyprawy eksploracyjnej KKS „Bzyb 1989” we wschodnią część masywu Bzyb w Kaukazie Zachodnim.

#### 7) Koboldschacht
Jaskinia odkryta podczas cyklu wypraw eksploracyjnych centralnych PZA organizowanych przez KKS w latach 1990–1992 w masyw Hoher Göll, rejon Grutered. W roku 1990 jaskinia wyeksplorowana do głębokości −470 m, w 1991 roku pogłębiona do −677 m. Mała wyprawa SKTJ PTTK przez nią zorganizowana i kierowana, podjęła w 1993 roku bezskuteczną próbę pogłębienia jaskini. Gwałtowny przybór wody zmusił zespół do wyjścia z jaskini.

### Odznaczenia i wyróżnienia
- Brązowy Krzyż Zasługi, nadany w 1993 przez Prezydenta RP
- Odznaka za Zasługi dla Miasta Nowego Sącza nadana w 1989 przez Prezydium MRN w Nowym Sączu
- Srebrna Honorowa Odznaka PTTK nadana w 1996 przez Zarząd Główny PTTK
- Medal 100-lecia zorganizowanego polskiego alpinizmu, nadany w 2003 za dokonania sportowe przez PZA[57]
- Złota Honorowa Odznaka PTTK nadana pośmiertnie w 2004 przez Zarząd Główny PTTK.

### Wybrane publikacje – dokumentacje jaskiniowe
1. Antkiewicz-Hancbach Anna. Nowa jaskinia w Karpatach Fliszowych. Meander 1987, 12, s. 71–75, tamże kartografia[58];
2. Antkiewicz-Hancbach Anna. Jaskinia Szkieletowa [kartografia – plan i przekrój]. W: Jaskinie Beskidu Sądeckiego, Pogórza Rożnowskiego, […]. Red. Pulina Marian. Seria „Jaskinie Polskich Karpat Fliszowych”. T 2. Warszawa: PTPNoZ. 1997, wkładka tamże kartografia 1987;
3. Antkiewicz Anna. Ptasia Studnia – Jaskinia Lodowa Litworowa – Jaskinia nad Dachem. W: Jaskinie wschodniego zbocza Doliny Miętusiej. Red. Grodzicki Jerzy. Seria „Jaskinie Tatrzańskiego Parku Narodowego”. T 7. Warszawa: PTPNoZ. 1999. s. 46–88, wkładka tamże kartografia 1997[59];
4. Antkiewicz Anna. Jaskinia Nad Lodową Litworową. W: Jaskinie wschodniego zbocza Doliny Miętusiej. Red. Grodzicki Jerzy. Seria „Jaskinie Tatrzańskiego Parku Narodowego”. T 7. Warszawa: PTPNoZ. 1999. s. 88–89, tamże kartografia Izabela Luty 1998[60];
5. Antkiewicz Anna. Jaskinia Turoniowa. W: Jaskinie wschodniego zbocza Doliny Miętusiej. Red. Grodzicki Jerzy. Seria „Jaskinie Tatrzańskiego Parku Narodowego”. T 7. Warszawa: PTPNoZ. 1999. s. 92–93, tamże kartografia 1998[61];
6. Antkiewicz Anna. Ptasia Studnia. W: Uzupełnienia. Red. Grodzicki Jerzy. Seria „Jaskinie Tatrzańskiego Parku Narodowego”. T 11. Warszawa: PTPNoZ. 2004. s. 160–163, wkładka tamże kartografia 2003[59];
7. Antkiewicz Anna. Jaskinia Lejbusiowa. W: Uzupełnienia. Red. Grodzicki Jerzy. Seria „Jaskinie Tatrzańskiego Parku Narodowego”. T 11. Warszawa: PTPNoZ, 2004. s. 140–142, wkładka tamże kartografia 2003[62];
8. Antkiewicz Anna. Jaskinia Mała w Mułowej. W: Uzupełnienia. Red. Grodzicki Jerzy. Seria „Jaskinie Tatrzańskiego Parku Narodowego”. T 11. Warszawa: PTPNoZ, 2004. s. 142–159, wkładka tamże kartografia 2003-4 (dokumentacja części do Syfonu Krasnala -372 m i Sali 481 autorstwa Anny Antkiewicz opublikowana pośmiertnie)[63].

## Uwaga
Córka Anny Antkiewicz prosi o uszanowanie jej woli oraz pamięci śp. Matki poprzez nie zamieszczanie w biogramie informacji o charakterze prywatnym w żadnej formie.